# Alice Kotowska
Pour les articles homonymes, voir Sainte Alice et Kotowska.
Alice Kotowska (en polonais Alicja Jadwiga Kotowska), née le 20 novembre 1899 à Varsovie en Pologne, tuée par les nazis le 11 novembre 1939 à Piasnika près de Wejherowo, est une religieuse polonaise de la congrégation des sœurs de la Résurrection de Notre Seigneur Jésus-Christ. Elle est reconnue martyre et bienheureuse par l'Église catholique.

## Biographie
Née en 1899, Alice Kotowska devient membre de la congrégation des sœurs de la Résurrection de Notre Seigneur Jésus-Christ. Elle devient supérieure d'une maison religieuse de son ordre, et dirige un établissement d'enseignement pour jeunes filles.
Après l'invasion de la Pologne par l'Allemagne nazie, Alice Kotowska est arrêtée et emprisonnée par les occupants nazis.
Avec d'autres prisonniers, elle est fusillée par les nazis le 11 novembre 1939 dans un bois proche de la ville de Wejherowo lors des massacres de Piaśnica.

## Reconnue martyre et bienheureuse
Inscrite au Martyrologe romain, et reconnue comme l'un des cent-huit martyrs polonais de la Seconde guerre mondiale, elle est béatifiée par Jean-Paul II le 13 juin 1999 à Varsovie. Sa fête liturgique a lieu le 11 novembre.